# 六十七烈士殉难洞口
六十七烈士殉难洞口是一处近现代重要史迹，位于中华人民共和国山西省吕梁市汾阳市太和桥街道英雄路与胜利街交汇处的城墙西北角，是汾阳市文物保护单位之一。			
1945年8月29日夜间，晋绥野战军独立第3旅17团1营3连67名士兵按照计划，从城墙西北角的防空洞潜入，被日军投放毒气弹而牺牲。1951年，汾阳县政府在古城墙的基础上修建了就义亭。1985年，汾阳县政府在此兴建纪念牌楼。1993年12月28日，六十七烈士殉难洞口公布为汾阳市文物保护单位。
2019年6月14日，汾阳市院督促汾阳市退役军人事务局、汾阳市文化和旅游局等行政机关保护六十七烈士殉难处纪念设施，责令有关责任人拆除毗邻火锅店搭建的简易房，清洗油污、小广告，清理周围垃圾。